# Solence
Solence är ett elektroniskt rock-metalband från Norrköping bestående av medlemmarna Markus Videsäter (sång), David Strääf (gitarr), David Vikingsson (trummor), och Johan Swärd (keyboard). Bandet har varit aktivt sedan 2012 och de har sedan dess släppt albumen Brothers, Direction, och Deafening. Solence började ta fart 2014 när deras cover av Imagine Dragons låt Warriors släpptes på YouTube och 2020 fick de ett genombrott med den egenskrivna låten Animal in Me.

## Diskografi

### Album
- 2019 - Brothers
- 2020 - Direction
- 2021 - Deafening
- 2023 - Hope is a Cult

### Singlar
- 2014 - Warriors (cover)
- 2014 - Immortals (cover)
- 2017 - Shape of You (cover)
- 2017 - The Show Must Go On (cover)
- 2017 - 2U (cover)
- 2017 - Legends Never Die (cover)
- 2018 - Believer (cover)
- 2018 - Toxic (cover)
- 2019 - The Hills (cover)
- 2020 - Take Over
- 2021 - Good F**King Music
- 2021 - Deafening
- 2021 - Thunder
- 2021 - Indestructible
- 2021 - Speechless
- 2021 - Push Me to the Edge
- 2021 - Vampire
- 2021 - Phoenix
- 2022 - Cold
- 2022 - Rain Down
- 2022 - Demons
- 2022 - Blood Sweat Tears
- 2022 - nuBlood
- 2023 - Antidote